# Swedish Bikini Team
Das Swedish Bikini Team war eine Gruppe amerikanischer Models, die in einer Werbekampagne für Old Milwaukee der Stroh Brewery Company auftraten.

## Werbekampagne
Diese Werbespots liefen 1991 mehrere Monate lang als Werbekampagne in den USA. Story war, dass eine Gruppe durstiger oder gelangweilter Männer von dem Swedish Bikini Team gerettet wurde. Die Webekampange war der Auslöser einer Debatte über Sexualität und Bier. Trotz der Kontroverse, die darin mündete, dass weibliche Angestellte der Brauerei gegen ihren Arbeitgeber klagten, wurde die Werbekampagne 2005 kurzzeitig wiederbelebt.

## Swedish Bikini Team nach der Werbekampagne
Außerhalb der Werbekampagne tauchte das Team bei weiteren Gelegenheiten auf, so zum Beispiel auf dem Titel und in einer Bilderstrecke des Playboys, in einer Folge von Eine schrecklich nette Familie und in einer Folge von Die Abenteuer von Mark und Brian.
Das Swedish Bikini Team gab zudem dem Film Never Say Never Mind: The Swedish Bikini Team mit John Rhys-Davies seinen Titel und wurde darin von unterschiedlichen Schauspielerinnen verkörpert.

## Trivia
Der Spruch „I told my kids the only way this gets better is if the Swedish bikini team lands right now“ des Trainers einer Jesuitenschule nach dem Sieg seiner Mannschaft schaffte es auf die Liste der besten Zitate aus der Sportgeschichte von Tampa Bay Times, auch weil Jesuiten darüber nicht begeistert waren.

## Mitglieder
- Uma Thorensen – Avalon Anders
- Karin Kristensen – Suzanna Keller
- Hilgar Oblief – Heather Elizabeth Parkhurst
- Eva Jacobsen – Jane Frances
- Ulla Swensen – Peggy Trentini